# Sempre n'hi cap un altre
 Sempre n'hi cap un altre (Room for One More) és una pel·lícula estatunidenca dirigida per Norman Taurog, estrenada el 1952 i doblada al català.

## Argument
Anne Rose (Drake) and "Poppy" Rose (Grant) són una família americana mitjana, que viuen feliços amb els seus tres peculiars fills.
Anne té un bon cor i porta gats i gossos perduts a casa i desitja tenir més fills; així que adopten una nena de tretze anys. Al principi Poppy està preocupat i vol tornar-la, però amb amor i paciència finalment aconsegueixen integrar-la a la família. Just llavors Anne adopta un altre orfe, Jimmy John un noi analfabet que té problemes per caminar. Al principi, la situació és dura, però lluitaran per sobreposar-se a les adversitats.

## Repartiment
- Cary Grant: George 'Poppy' Rose
- Betsy Drake: Anna Rose
- Lurene Tuttle: Miss Kenyon
- Randy Stuart: Mrs. Foreman
- John Ridgely: Harry Foreman
- Irving Bacon: l'alcalde
- Mary Treen: Mrs. Roberts
- Hayden Rorke: el doctor
- Iris Mann: Jane
- Clifford Tatum Jr.: Jimmy/John
- Charles Meredith: Mr. Thatcher